# Hinchazón abdominal
La hinchazón abdominal es un síntoma que puede aparecer a cualquier edad, generalmente asociado con trastornos gastrointestinales funcionales o enfermedades orgánicas, pero también puede aparecer solo. La persona siente un abdomen lleno y apretado. Aunque este término generalmente se usa indistintamente con la distensión abdominal, estos síntomas probablemente tienen diferentes procesos fisiopatológicos, que no se entienden completamente.
El primer paso para el manejo es encontrar un tratamiento para las causas subyacentes que lo producen a través de un historial médico detallado y un examen físico. El malestar puede aliviarse mediante el uso de ciertos medicamentos y modificaciones en la dieta.

## Síntomas
Los síntomas más comunes asociados con la hinchazón es una sensación de que el abdomen está lleno o distendido. En raras ocasiones, la hinchazón puede ser dolorosa o causar dificultad para respirar.
Los dolores debidos a la hinchazón se sentirán agudos y provocarán calambres en el estómago. Estos dolores pueden ocurrir en cualquier parte del cuerpo y pueden cambiar de ubicación rápidamente. Son tan dolorosos que a veces se confunden con dolores cardíacos cuando se desarrollan en el lado superior izquierdo del cofre. Los dolores en el lado derecho a menudo se confunden con problemas en el apéndice o la vesícula biliar.
Un síntoma de gas que normalmente no está asociado con él es el hipo. El hipo es inofensivo y disminuirá por sí solo; también ayudan a liberar el gas que está en el tracto digestivo antes de que baje a los intestinos y cause hinchazón. Las causas importantes pero poco comunes de distensión abdominal incluyen ascitis y tumores.

## Causas
Hay muchas causas de hinchazón, que incluyen: dieta, síndrome del intestino irritable, intolerancia a la lactosa, reflujo y estreñimiento. Las afecciones médicas específicas como la enfermedad de Crohn o la obstrucción intestinal también pueden contribuir a la cantidad de hinchazón estomacal experimentada.
Las causas comunes de distensión abdominal son:
- Comer en exceso
- Distensión gástrica
- Intolerancia a la lactosa, intolerancia a la fructosa y otras intolerancias alimentarias
- Síndrome premenstrual
- Alergia a la comida
- Aerofagia (deglución de aire, un hábito nervioso)
- Síndrome del intestino irritable[1]
- Enfermedad celíaca[6]
- Sensibilidad al gluten no celíaca[7]
- Síndrome de congestión pélvica
- Obstrucción intestinal parcial
- Síndrome de descarga gástrica o vaciado gástrico rápido
- Alimentos productores de gas
- Estreñimiento
- Grasa visceral
- Síndrome de flexión esplénica
- Menstruación, dismenorrea
- Síndrome de ovario poliquístico y quistes ováricos
- Síndrome de Álvarez, hinchazón de origen desconocido o psicógeno sin exceso de gas en el tracto digestivo
- Infestación masiva con parásitos intestinales (por ejemplo, Ascaris lumbricoides)
- Diverticulosis
- Ciertos medicamentos, como la fentermina
- Ocurre en algunos debido a la hipersecreción salival y la deshidratación
- Cáncer de ovarios

Las causas importantes pero poco comunes de distensión abdominal incluyen:
- Grandes tumores intraabdominales, como los que surgen de los cánceres de ovario, hígado, útero y estómago.
- Megacolon, una dilatación anormal del colon causada por algunas enfermedades, como la enfermedad de Chagas, una infección parasitaria
- Procedimientos de reanimación cardiopulmonar, debido a la insuflación artificial de boca a boca de aire.

En animales, las causas de la hinchazón abdominal incluyen:
- Vólvulo de dilatación gástrica, una condición de los perros que ocurre cuando el gas queda atrapado dentro del estómago y la torsión gástrica impide que escape[8]
- Timpania ruminal, una condición de los animales rumiantes que ocurre cuando el gas no puede escapar del rumen.

### Fibra
La mayoría de los casos de hinchazón estomacal se deben a una dieta inadecuada. El gas se produce debido a las bacterias en el colon y es un subproducto de la digestión de fibra soluble. La ingesta inadecuada o irregular de fibra y agua hará que una persona experimente hinchazón o estreñimiento. Las fuentes naturales más comunes de fibra incluyen frutas y verduras, así como salvado de trigo o avena. Estas fibras tienen más probabilidades de causar flatulencia. La fibra es producida por plantas y no es fácilmente digerida por el tracto gastrointestinal humano. Hay dos tipos principales de fibra dietética: fibra soluble e insoluble. La fibra soluble es prebiótica y se fermenta fácilmente en el colon en gases, mientras que la fibra insoluble es metabólicamente inerte y absorbe agua a medida que se mueve a través del sistema digestivo, lo que ayuda a la defecación. La mayoría de los tipos de fibra (insoluble) se unen al agua corporal en el intestino y aumentan el volumen de las heces.

### Gas intestinal
El gas en el tracto gastrointestinal tiene solo dos fuentes. Es aire tragado o es producido por bacterias que normalmente habitan en los intestinos, principalmente el colon.
Eructar es una habilidad universal que funciona al eliminar el gas del estómago a través de la boca. El estómago puede hincharse cuando se ingiere demasiado aire al comer y beber demasiado rápido. A medida que el estómago se hincha, eructar elimina el gas y alivia el dolor asociado con él. Los eructos también se pueden usar como una forma de alivio del malestar abdominal que no sea demasiado gas en el estómago.
La flatulencia o los pedos funcionan de manera similar a los eructos, pero ayudan al cuerpo a pasar gases por el ano, no por la boca. Las bacterias presentes en el tracto intestinal hacen que el gas sea expulsado del ano. Producen el gas a medida que los alimentos se digieren y se mueven del intestino delgado. Este gas se acumula y causa hinchazón en el área abdominal antes de que se libere.

### Estreñimiento
Un problema gastrointestinal común es el estreñimiento (evacuaciones intestinales frecuentes, heces duras o tensión durante los movimientos) que causa casos graves de hinchazón. Dado que la mayoría de los casos de estreñimiento son temporales, los cambios simples en el estilo de vida, como hacer más ejercicio y aumentar la ingesta de fibra, pueden contribuir en gran medida a aliviar el estreñimiento. Algunos casos de estreñimiento continuarán empeorando y requerirán métodos no convencionales para liberar las heces y reducir la hinchazón estomacal. La sangre en las heces, el dolor intenso en el abdomen, el dolor rectal y la pérdida de peso inexplicable se deben informar a un médico. La hinchazón siempre acompaña al estreñimiento y no se desarrollará sin una causa subyacente.

### Acidez estomacal y reflujo ácido
Las sensaciones dolorosas de ardor en el pecho causadas por el reflujo gastroesofágico se conocen como acidez estomacal. El reflujo es el flujo de retorno de los jugos de ácido gástrico desde el estómago hacia el esófago. La acidez estomacal tiene diferentes factores desencadenantes, incluidos ciertos alimentos, medicamentos, obesidad y estrés. Estos desencadenantes son diferentes para cada individuo. La enfermedad por reflujo gastroesofágico o ERGE es una afección crónica que puede provocar complicaciones más graves como el cáncer de esófago. Las opciones de tratamiento están disponibles para tratar los síntomas y la afección, pero no hay cura para la enfermedad. Los síntomas incluyen eructos, distensión abdominal y estomacal, junto con dolor e incomodidad. Deben evitarse las comidas pesadas, acostarse o agacharse después de comer para ayudar a prevenir el reflujo. La hinchazón estomacal experimentada con el reflujo es intensa y permanecerá hasta que la comida se digiera por completo.
La hinchazón post mortem ocurre en cadáveres, debido a la formación de gases por acción bacteriana y putrefacción de los tejidos internos del abdomen y el interior de los intestinos.

### Condiciones relacionadas
Las condiciones relacionadas con la hinchazón incluyen estreñimiento, intolerancia a la lactosa y enfermedad por reflujo ácido. Todas estas condiciones comparten los mismos síntomas y pueden compartir los mismos agentes causantes. Estas causas incluyen una dieta poco saludable, tabaquismo, consumo de alcohol, poca cantidad de ejercicio y salud general. Cada una de estas condiciones puede ser experimentada como un síntoma de las otras y también es una causa para cada una de ellas. En la mayoría de los casos donde una de las condiciones está presente, hay al menos una, si no dos, de las otras. El tratamiento para cada afección se realiza con los mismos medicamentos y los cambios dietéticos recomendados, como el aumento de la ingesta de fibra y la reducción de la ingesta de grasas. Si las condiciones se convierten en enfermedades como la enfermedad por reflujo gastroesofágico o estreñimiento crónico, se requerirán medicamentos adicionales. La hinchazón y la flatulencia a veces están relacionadas con el estreñimiento, y el tratamiento de la afección subyacente puede ser útil.

## Tratamiento
Existen muchos medicamentos de venta libre (OTC) que se pueden usar para tratar la hinchazón. Se pueden encontrar enzimas alimentarias en algunos productos que ayudarán a descomponer los azúcares que se encuentran en los granos, vegetales y productos lácteos. Se pueden tomar antes de que los alimentos se consuman o se agreguen a los alimentos que causan el gas y la hinchazón. Otro tipo de medicamento son las tabletas de carbón activado que disminuyen el olor del gas. El tratamiento más común son los antiácidos. Estos medicamentos no tienen ningún efecto sobre el gas que se encuentra actualmente en los intestinos, pero permiten que la acumulación de gas se elimine más fácilmente, reduciendo la cantidad de hinchazón que se desarrolla. Otro tratamiento es la simeticona, un agente antiespumante oral que ayuda al cuerpo a expulsar el gas más rápidamente. También las combinaciones de procinéticas, como domperidona + metoclopramida + difenhidramina (esta última para la prevención de reacciones extrapiramidales, especialmente reacciones distónicas agudas) + inhibidores de la bomba de protones (IBP), tienen efectos dramáticos especialmente en los hinchadores y los desgarradores.